# Tjamsweer
Tjamsweer is een kerkdorp in de gemeente Eemsdelta in de Nederlandse provincie Groningen. Het ligt zeer verspreid aan de westkant van Appingedam, tussen het Damsterdiep en de spoorlijn Groningen - Delfzijl, en wordt doorsneden door de N360. Voor de postcodes en adressen ligt Tjamsweer 'in' Appingedam.
Tjamsweer vormde vanouds een parochie met Garreweer en het Augustijnenklooster op De Wierde. Het behoorde kerkelijk tot de proosdij Loppersum en bestuurlijk tot het Westerambt van Fivelingo.

## Geschiedenis

### Middeleeuwen
Tjamsweer ontstond in de Romeinse tijd als een terpenzwerm, bestaande uit zes kleine wierden op een kwelderwal. Een daarvan bevat een middeleeuwse dobbe. Daarbij hoorden verder drie bescheiden dorpswierden, namelijk De Wierde, Scharpehorn en - Oling. De Wierde maakt nu deel uit van Appingedam. In het achterland bevonden zich eveneens minstens vijf kleine wierden te Lutje Oling en Garreweer, waarvan de laatste (op een oude stroomgeul uit het Schildmeer gelegen) de belangrijkste was. In Garreweer werden onder meer brokken van Romeinse molenstenen uit basaltlava gevonden.
De plaats wordt in de 1208 genoemd als Thiamerswerve. Dat betekent: 'werf of wierde van Thiamer'. De kerk moet dan al geruime tijd hebben bestaan. Dorpspastoor is de plebaan Popeco; twintig jaar later horen we over een plebaan te Opwierde. Beide dorpen gingen uiteindelijk een rechtstoel vormen, die een groot deel van de rechtspraak in Appingedam naar zich toe trok.

### Nieuwe tijd
Vanaf de vijftiende eeuw verplaatste de bebouwing zich ten dele naar het zuiden rond het Damsterdiep, waar het dorp zich vervolgens verder ontwikkelde. Bij de kerk verrezen alleen een pastorie en armenhuis (1873, neoclassicistisch).
Ten noorden van de kerkwierde werd in 1884 stopplaats Tjamsweer geopend aan de spoorlijn Groningen - Delfzijl.
Het gedeelte tussen N360 en Damsterdiep is in de loop van de twintigste eeuw geleidelijk een woonwijk van Appingedam geworden.

## Gebouwen

### Kerk en kerkhof
De bouwperiode van de oorspronkelijke kerk is onbekend: Een Latijnse tekst op het kerkgebouw lijkt namelijk te vermelden dat het gebouw in 1138 werd gebouwd toen Unico Ripperda actief was, maar later werd achterhaald deze tekst is waarschijnlijk een latere vervalsing (mystificatie) van de Ripperda's is om zich rechten aan te matigen. Het bewijs daarvoor is dat er een wapen bij staat van Focko Ukena (het andere wapen is van Unico Ripperda). Als werkelijke jaartal wordt gedacht aan 1538, het jaar waarin de kerk waarschijnlijk weer is opgebouwd.
Tjamsweer was in het verleden een plaats van enig belang, belangrijker zelfs dan Appingedam. Volgens Diest Lorgion (1852) werd in 1506 in de kerk van Tjamsweer onderhandeld over de later dat jaar in Termunten gesloten vrede tussen de stad Groningen en graaf Edzard I van Oost-Friesland. Volgens Ter Laan (1954) werd het verdrag echter in Tjamsweer zelf gesloten. In 1536 werden dorp en kerk echter verbrand door troepen van de Hertog van Gelre. De huidige kerk van Tjamsweer dateert, zo denkt men, uit 1538 en werd volgens gedenkstenen hersteld in 1598 (door Balthasar Ripperda) en in 1631. De fraaie toren zou volgens gevelstenen gebouwd zijn tussen 1748 en 1776 in opdracht van Margaretha Bouwina Rengers van het Huis te Farmsum. De klok uit 1679 werd oorspronkelijk gegoten voor de kerk van Bellingeweer. In 1880 werd de kerk gepleisterd en voorzien van grafrijstenen. De toren werd gerestaureerd in 1967-1968. De kerk is gerestaureerd in 1976-1977 en in 2013-2016.
Op het omgrachte kerkhof rond de kerk staat de uit 1883 daterende grafkelder van de familie Alberda van Ekenstein, waarvan de neogotische ingang boven de grond staat. Boven de ingang prijkt het wapen van de familie. Ook staat er de graftombe van de familie De Boer uit 1884 en een tweetal eind-19e-, begin-20e-eeuwse gietijzeren grafmonumenten, die werden gegoten in de Asser IJzergieterij in Foxham.

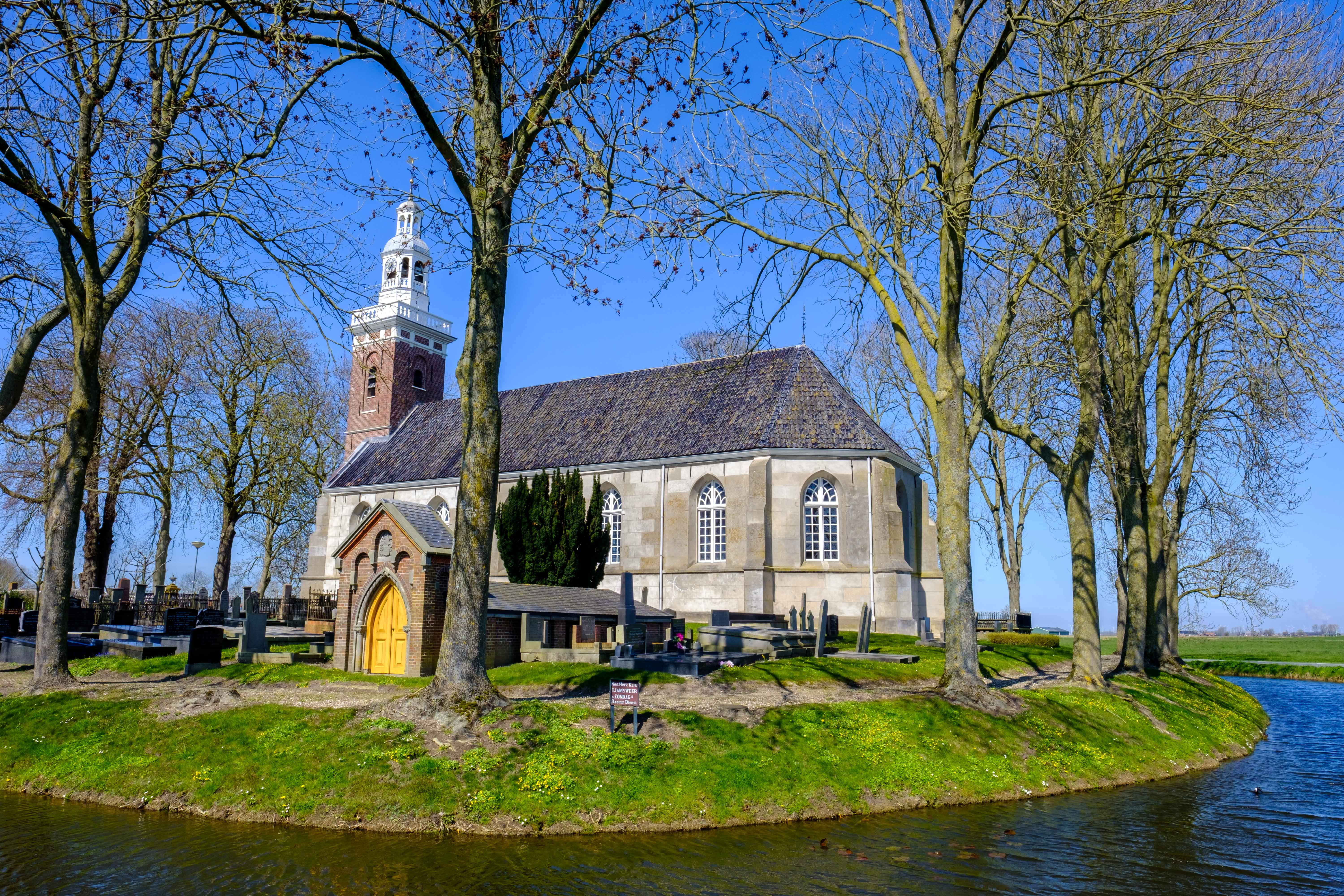
Kerk en kerkhof met gracht gezien vanaf de weg
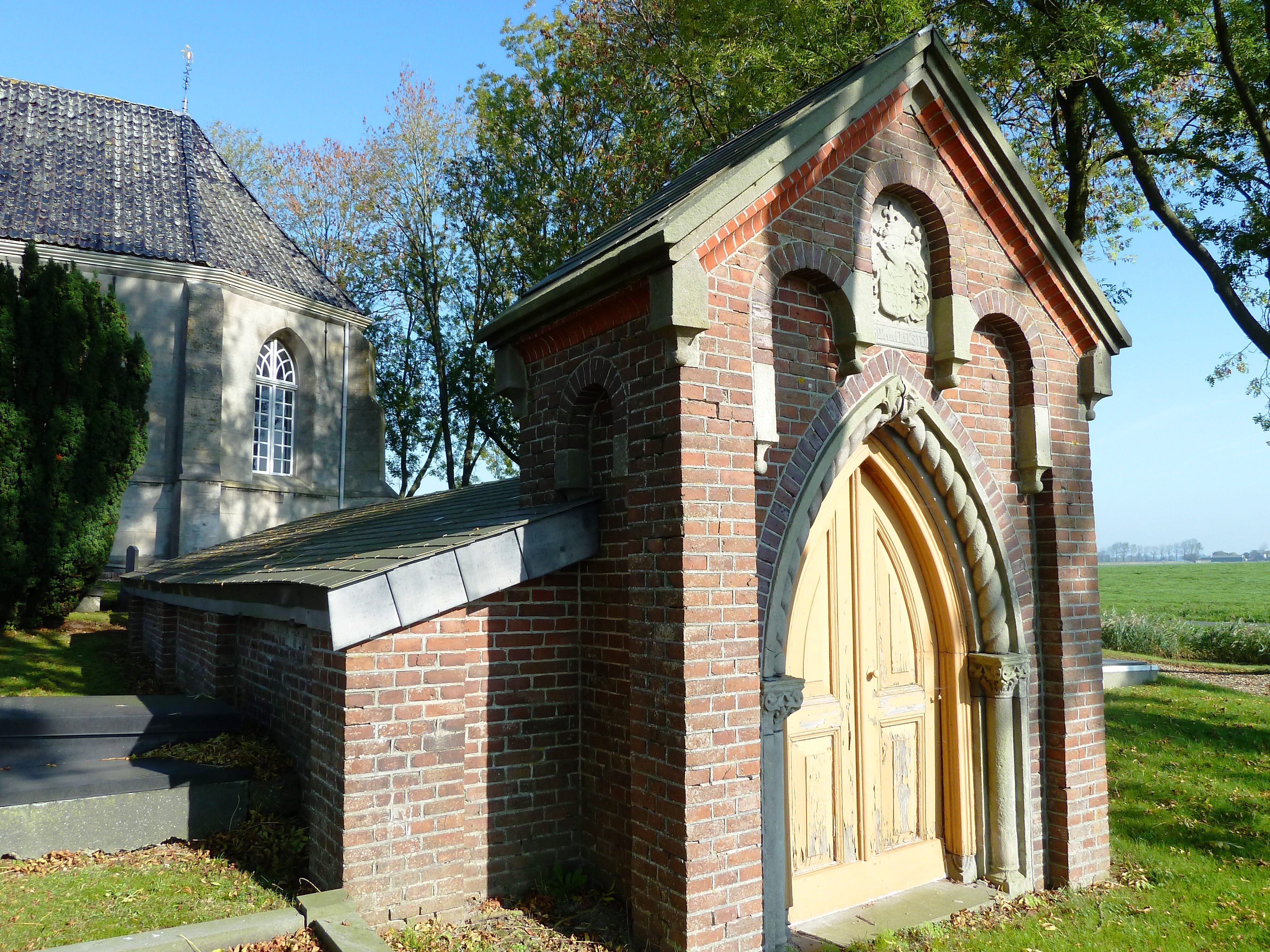
Grafkelder Alberda van Ekenstein
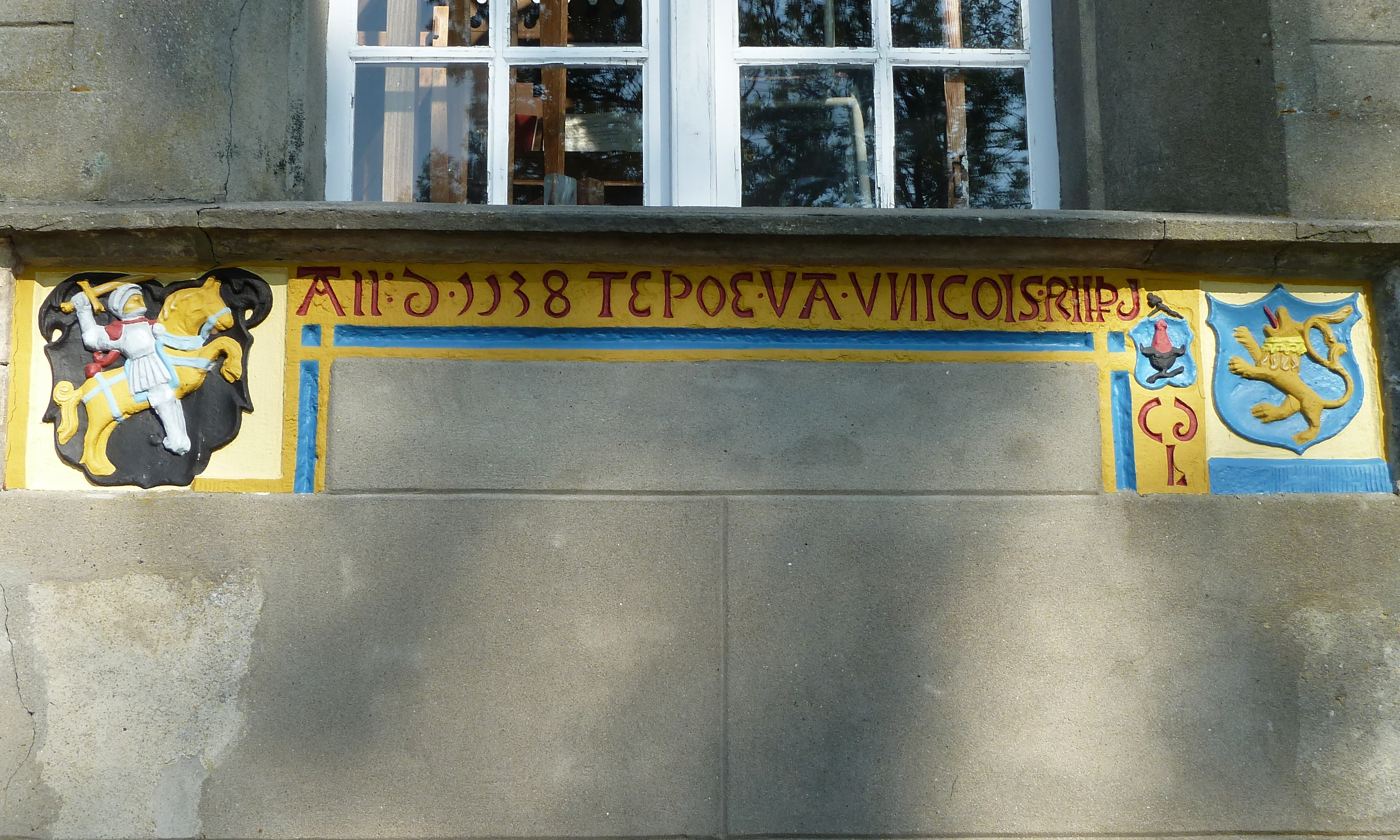
De betwiste stichtingsteen (1138 of 1538)
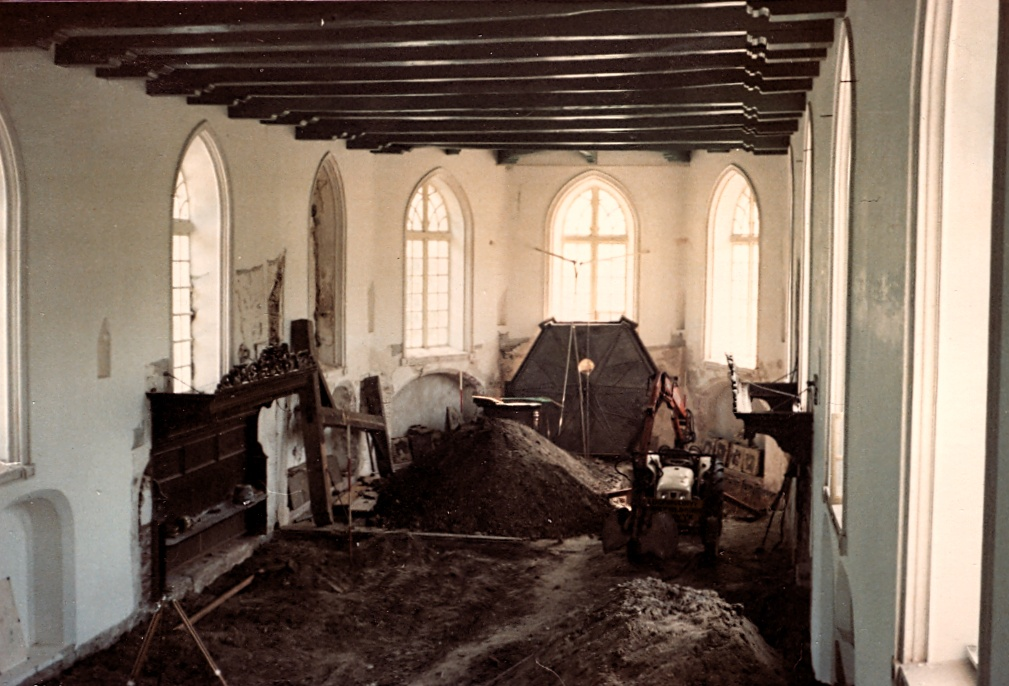
Opgravingen tijdens restauratie in 1977
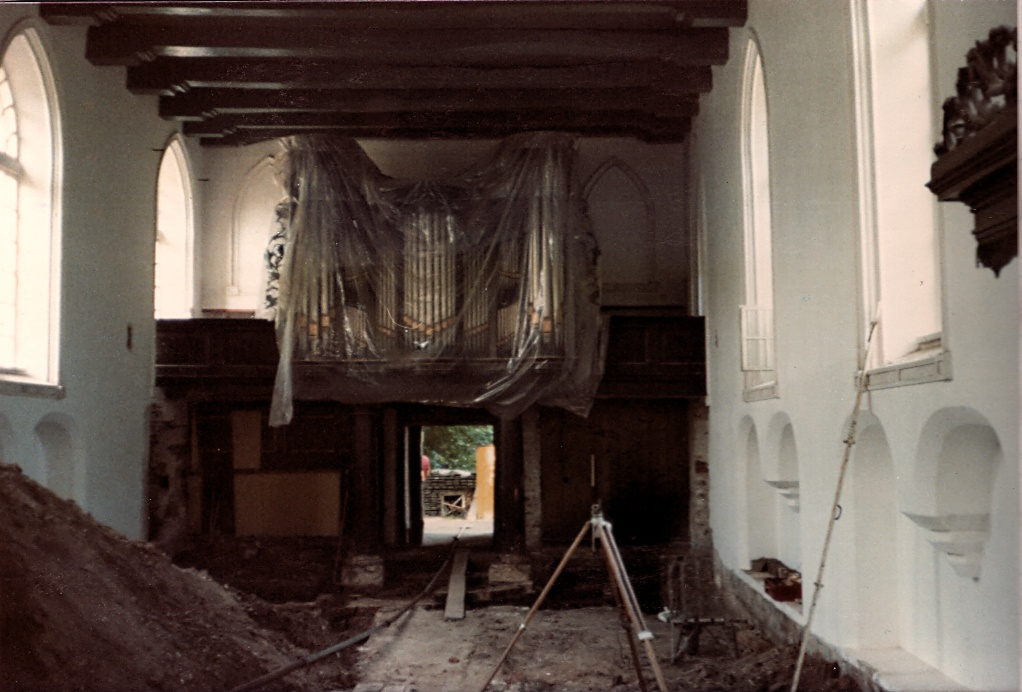
Orgel tijdens restauratie van de kerk
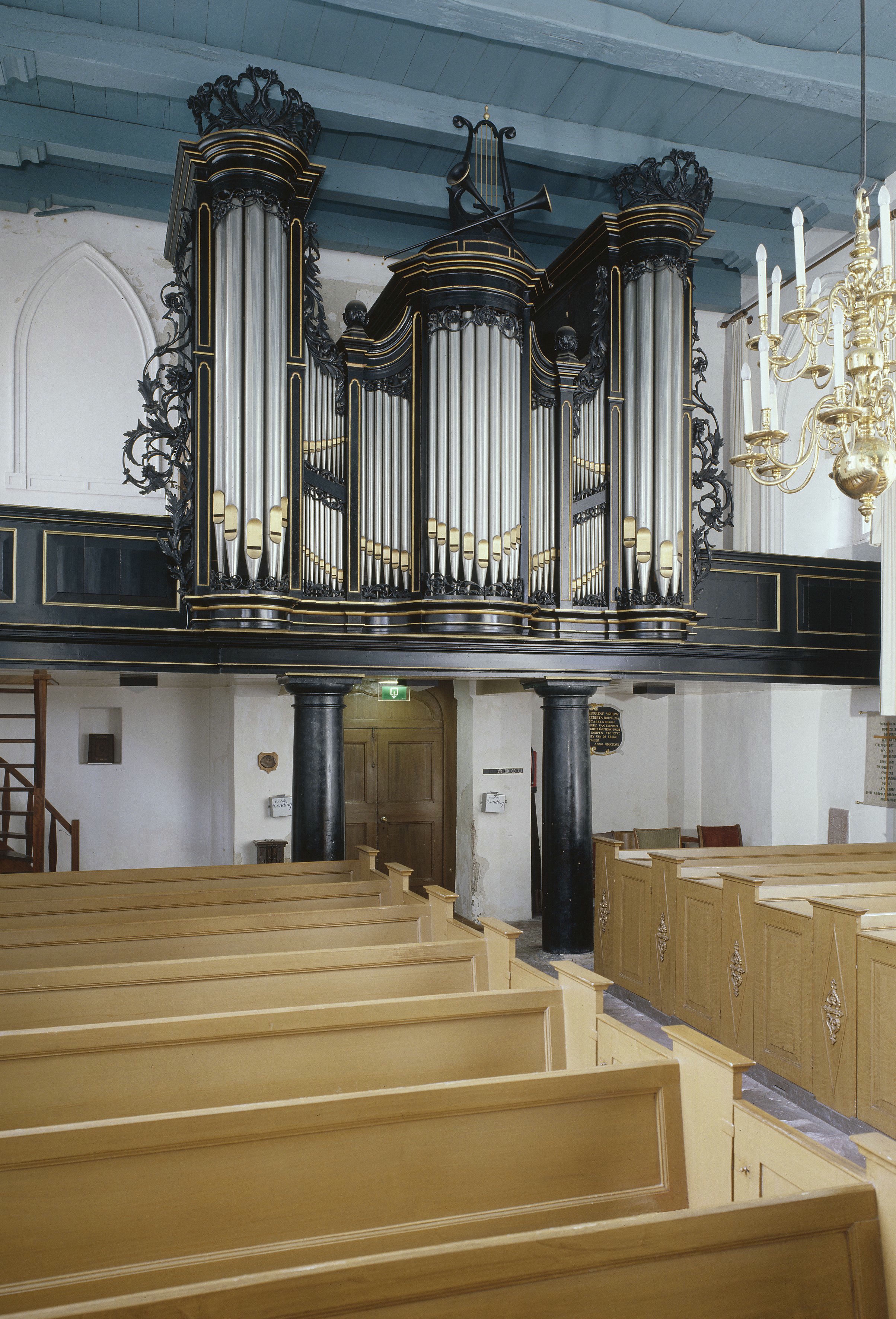
Het Van Oeckelen-orgel uit 1880

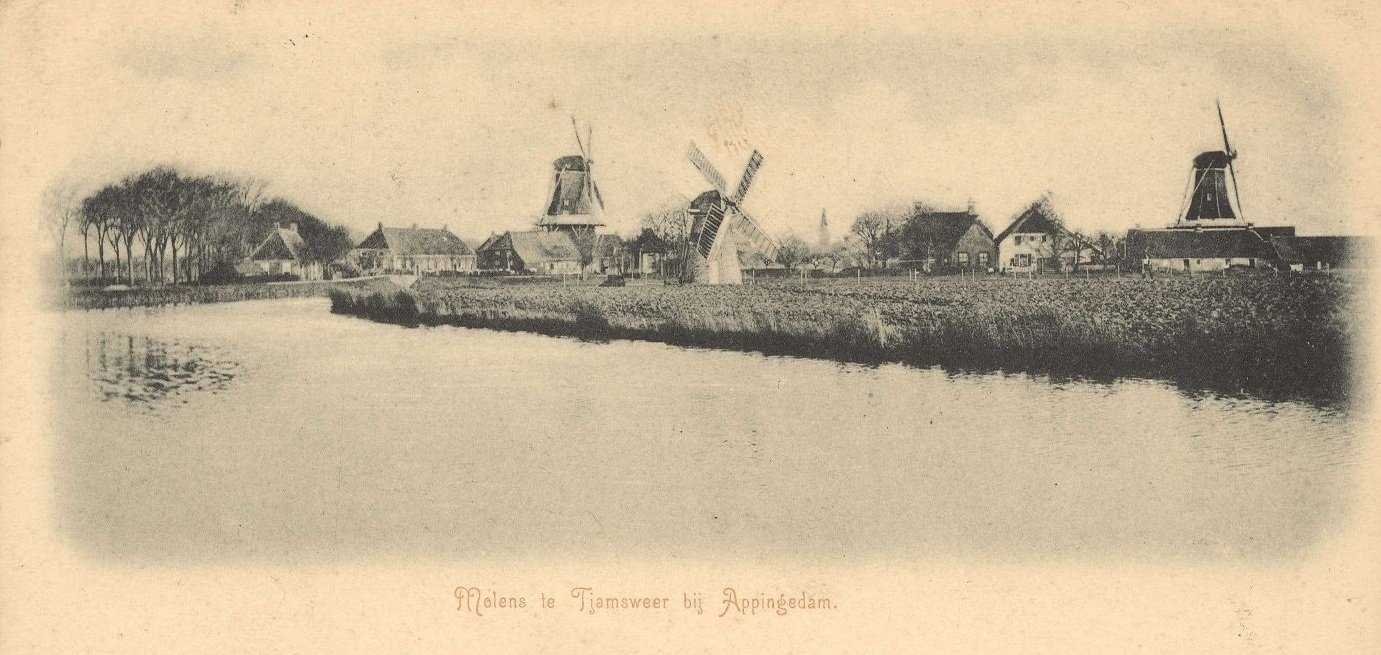
Drie molens aan het Damsterdiep rond 1900: Links aan noordzijde van het diep de pel- en oliemolen van Simon Ennes/Abel Makken (1779-1910). Aan de zuidzijde van het diep in het midden de poldermolen 'Veldmans meulntje' in Polder Dijkhuizen (ca. 1900-1920) en rechts de houtzaagmolen van Mulder (1762-1900), die in 1900 herrees in Onderdendam (in 1931 aldaar gesloopt).

### Olieslagerij en andere molens
Ten zuiden van het Damsterdiep staat aan de Stadsweg 2-8 de olieslagerij 'De Eendragt', die het restant vormt van een oliemolen met bijgebouwen die er in 1802 werden gebouwd. De olieslagerij werd in 1850 gebouwd door P. Roelfsema. Er werd olie uit lijnzaad geslagen en van het restant werden veekoeken gemaakt. In 1870 werd er in een apart gebouw ook vlas gebroken en gezwengeld. Vanaf 1884 werd de molen deels aangedreven door stoomkracht, dat werd geleverd vanuit een ketelhuis met schoorsteen en machinekamer naast de vierkante onderbouw van de molen. In 1898 brandde een deel van de bovenbouw af, waarop bovenbouw en wieken in 1900 werden verwijderd. In 1934 verdween de stoommachine. In 1950 werd het bedrijf opgeheven. Het langgerekte voormalige molenaarshuis (Stadsweg 2) vormde sindsdien een rijksmonument en de olieslagerij een industrieel monument. Gedurende 17 jaar werd gewerkt aan het herstel van de molen, maar in 2009 brandde een groot deel van het complex af, inclusief de onderbouw van de molen, de molenaarswoning en een schuur. De schoorsteen staat er nog wel.
Verschillende andere molens langs het Damsterdiep (Fivelkade) en De Groeve (tot aan het Schildmeer) en in de polders ten zuiden van de N360 vielen ook onder Tjamsweer. Deze zijn later allemaal gesloopt.

### Borgen
Ten zuiden en westen van Tjamsweer staan en stonden de volgende borgen:
- Ekenstein (uit 1648), ten noorden van het Damsterdiep, tussen Eekwerd en Garreweer. Nog bestaand en oorspronkelijk een herenhuis, dat werd gesticht door burgemeester van Groningen Johan Eeck (sr.). Werd in 1754 een borg toen Onno Joost Alberda het aankocht.
- Rusthoven (uit 1686), ten westen van Ekenstein. Valt onder Wirdum/Eekwerderdraai en bestaat nog. Oorspronkelijk een herenhuis, dat werd gesticht door zoon Johan Eeck (jr.), die ook burgemeester van Groningen was. In 1804 werd het veranderd in een tichelborg toen er een tichelwerk werd gebouwd.
- Dijkhuizen (bouwperiode onbekend), ten zuiden van het Damsterdiep nabij Oling. Werd begin 18e eeuw waarschijnlijk gesloopt tot op de fundamenten. Nabij de vroegere borg staat de boerderij Dijkhuizen.
- Garreweer-Appelburg (mogelijk 14e-eeuws), eveneens ten zuiden van het Damsterdiep, ten noordwesten van Garreweer. Werd in 1820 verbouwd tot een boerderij, die afbrandde in 1932 en werd vervangen door de huidige boerderij Garreweer, waarvan de dubbele gracht van de vroegere borg nog resteert.
- Popingehuis (waarschijnlijk voor 1446), lag even ten noorden van Ekenstein en bestaat tegenwoordig niet meer.

## Geboren
- Willem Alberda van Ekenstein (1792-1869), vrederechter en kamerheer van de koning
- Willem Carel Antoon Alberda van Ekenstein (1825-1903), politicus